# Baotou
Baotou (Forenklet kinesisk: 包头; traditionel kinesisk: 包頭; pinyin: Bāotóu; mongolsk: ; transskription: Buɣutu) er en by på præfekturniveau i den autonome region Indre Mongoliet (Neimenggu) i det nordlige Kina. Præfekturet har et areal på 27.768 km², og en befolkning på 	2.140.000 mennesker, med en tæthed på 77 indb./km² (2007).
Baotou ligger ved Huang He (Den gule flod) og har en stor flodhavn. Den har jernbaneforbindelse med Beijing, Lanzhou, Mongoliet og Rusland. Byen blev kraftig industrialiseret i 1960'erne. Der er jern- og kulminer i nærheden, og byen har et integreret jern- og stålværk så vel som sukkerraffinaderier, tekstilfabrikker og produktion af motorkøretøjer, kemikalier, gødning og aluminium. 
Det kan ses rester af Den kinesiske mur i området.

## Administrative enheder
Bypræfekturet Baotou har jurisdiktion over 7 distrikter (区 qū), et amt (县 xiàn) og 2 bannere (旗 Qí). 
| Kort             | #                        | Navn                | Hanzi                         | Pinyin  | Befolkning (2004 est.) | Areal (km²) | indb./km² |
| ---------------- | ------------------------ | ------------------- | ----------------------------- | ------- | ---------------------- | ----------- | --------- |
| Kort over Baotou |                          |                     |                               |         |                        |             |           |
| Distrikter       |                          |                     |                               |         |                        |             |           |
| 1                | Kundulun                 | 昆都仑区            | Kūndūlún Qū                   | 440.000 | 119                    | 3.697       |           |
| 2                | Donghe                   | 东河区              | Dōnghé Qū                     | 380.000 | 85                     | 4 471       |           |
| 3                | Qingshan                 | 青山区              | Qīngshān Qū                   | 310.000 | 67                     | 4 627       |           |
| 4                | Shiguai                  | 石拐区              | Shíguǎi Qū                    | 60.000  | 619                    | 97          |           |
| 5                | Baiyun minedistrikt      | 白云矿区            | Báiyún Kuàngqū                | 20.000  | 303                    | 66          |           |
| 6                | Jiuyuan                  | 九原区              | Jiǔyuán Qū                    | 180.000 | 1.688                  | 107         |           |
| 7                | Binhe nye område         | 滨河新区            | Bīnhé Xīn Qū                  | 40.000  | 88                     | 455         |           |
| Amter            |                          |                     |                               |         |                        |             |           |
| 8                | Guyang                   | 固阳县              | Gùyáng Xiàn                   | 210.000 | 5.021                  | 42          |           |
| Bannere          |                          |                     |                               |         |                        |             |           |
| 9                | Høyre Tumed              | 土默特右旗          | Tǔmòtè Yòu Qí                 | 350.000 | 2.368                  | 148         |           |
| 10               | Forente darhan muminggan | 达尔罕茂明安 联合旗 | Dá'ěrhǎn Màomíng'ān Liánhé Qí | 110.000 | 17.410                 | 6           |           |

## Trafik
Kinas rigsvej 110 løber gennem området. Den begynder i Beijing og passerer gennem Zhangjiakou, Jining, Hohhot og Baotou til den ender i Yinchuan i den autonome region Ningxia Hui. 
Kinas rigsvej 210 begynder i Baotou og fører mod syd gennem Yan'an, Xi'an, Chongqing og Guiyang og ender i Nanning i Guangxi. 